# بیورن اینگمان بیسروپ
بیورن اینگمان بیسروپ (انگلیسی: Bjørn Bisserup; ۱۳ آوریل ۱۹۶۰ – ) افسر اهل دانمارک بود، که در فاصله سال‌های ۲۰۱۷ تا ۲۰۲۰ به‌عنوان رئیس دفاع دانمارک فعالیت می‌کرد.